# Commission des participations et des transferts
Pour les articles homonymes, voir CPT.
La Commission des participations et des transferts ou CPT (ex-Commission des privatisations, puis Commission d'évaluation des entreprises publiques) est la commission qui approuve les processus de privatisation décidés par le gouvernement français.
La CPT est une autorité administrative indépendante créée par la loi du 6 août 1986 relative aux modalités des privatisations, adoptée par le gouvernement Chirac en vue de la première vague de privatisations d'entreprises publiques.
Ses compétences ont été modifiées et étendues par la loi en 1993 et en 2014. Elle a notamment pour mission d'évaluer les actifs des entreprises dont l'État envisage la cession afin d'en déterminer le juste prix. Cette mission vise à satisfaire l'exigence constitutionnelle, exprimée dans la Décision n° 86-207 DC du 26 juin 1986 alinéa 58, du Conseil constitutionnel : « la Constitution s'oppose à ce que des biens ou des entreprises faisant partie de patrimoines publics soient cédés à des personnes poursuivant des fins d'intérêt privé pour des prix inférieurs à leur valeur… ».

## Présidents
- 1986-1988 : Pierre Chatenet
- 1989-1993 : Yvette Chassagne
- 1993-1998 : Pierre Laurent[4]
- 1998-2008 : François Lagrange
- depuis 2008 : Bertrand Schneiter